# ヘンリー・ターナー (医学者)
ヘンリー・ハバート・ターナー（Henry Hubert Turner、1892年8月28日 - 1970年8月4日）は、アメリカ合衆国の内分泌学者である。オクラホマ大学医学部の内分泌学主任および副学部長を務めた。1938年に米国内分泌学会の年次総会でターナー症候群について初めて発表した。
ターナーはイリノイ州ハリスバーグで生まれた。ルイビル大学医学部を1921年に卒業した。1970年にオクラホマ州オクラホマシティで死去した。